# Хорст Безелер
Хорст Безелер (на немски: Horst Beseler) е германски журналист, сценарист, драматург и писател на произведения в жанра исторически роман, приключенски роман, пътепис и детска литература.

## Биография и творчество
Роден е на 29 май 1925 г. в Берлин, Германия. Баща му работи в Германската държавна железница. След завършване на гимназията през 1944 г. е мобилизиран във Вермахта. Участва във Втората световна война и попада в американски плен.
След войната в периода 1945 – 1947 г. е техник и телефонен оператор във филмова лаборатория към Съветската военна администрация в Германия (по-късно част от DEFA. В периода 1947 – 1952 г. работи като журналист във вестниците „Юнге Велт“ и „Нойес Дойчланд“. От 1952 г. минава на свободна практика като писател.
Хорст Безелер е автор на романи, разкази, сценарии и пиеса. Пише книги за деца и юноши. Романът му „Совино блато“, издаден през 1965 г., е сред най-успешните младежки книги в литературата на ГДР. Книгата представя историята на младия Джампол, който по време на почивката си в село Волфсрух се опитва да разкрие тайната на дядо си, рибаря Калмус. Заедно с приятелите си се натъкват на престъпление, чиито следи датират от последните дни на Втората световна война. Романът е екранизиран в едноименния филм през 1969 г.
Член е на Съюза на писателите на ГДР, като от 1973 г. е председател на съюза в окръг Шверин, а от 1978 г. е член на националния изпълнителен комитет.
Удостоен е с награди в ГДР: „Теодор Фонтане“ на окръг Потсдам (1957), медал „Ерих Вайнерт“ (1966), „Фриц Ройтер“ (1973), Патриотичен орден за заслуги (1978), Национална награда на ГДР за изкуство и литература (1982).
Жени се за фотографката Едит Римкус през 1952 г. Имат дъщеря и син. Живеят в бивша ферма в Кухелмис близо до Гюстров. Тя умира през 2016 г. Той умира в гр. Тетеров на 19 октомври 2020 г.

## Произведения
- Die Moorbande (1952) – разказ
- Heißer Atem (1953)
- Die Moorbande (1953) – пиеса
- Im Garten der Königin (1957)
В градината на кралицата, изд. „Държавно военно издателство“ (1963), прев. Цветана Калудиева
- Verliebt in Berlin (1958) – с Едит Римкус
- Bullermax (1964) – с Едит Римкус
- Käuzchenkuhle (1965)
Совино блато, изд.: „Народна култура“, София (1970), прев. Вера Москова
- Matti im Wald (1966) – с Едит Римкус
- Die Linde vor Priebes Haus (1970)
Липата пред къщата в „Дълбокият син сняг“, изд.: „Народна младеж“, София (1979), прев. Елена Николова-Руж, Роза Влайкова
- Jemand kommt, Berlin 1972)
- Auf dem Fluge nach Havanna (1973)
- Tiefer blauer Schnee (1976)
Дълбокият син сняг, изд.: „Народна младеж“, София (1979), прев. Елена Николова-Руж, Роза Влайкова
- Tule Hinrichs’ Sofa (1981)
- Der lange Schatten (1987)
- Der Fall schwarze Eule (1997)

### Екранизации
- 1960 Wo der Zug nicht lange hält
- 1961 Der Tod hat ein Gesicht
- 1969 Käuzchenkuhle
- 1973 Auf dem Flug nach Havanna – тв филм
- 1980 Die Dorflinde – тв филм
- 1981 Tiefer blauer Schnee – тв филм